# Aria (podrod)
Aria je podrod biljaka iz porodice Rosaceae.

## Vrste
1. Sorbus alnifolia
2. Sorbus aria
3. Sorbus arranensis
4. Sorbus bristoliensis
5. Sorbus devoniensis
6. Sorbus folgneri
7. Sorbus intermedia
8. Sorbus latifolia
9. Sorbus mougeotii
10. Sorbus rupicola
11. Sorbus thibetica
12. Sorbus vestita

te mnoge druge vrste